# ساناروفکا
ساناروفکا (به لاتین: Sanarovka) یک منطقهٔ مسکونی در روسیه است که در جمهوری آلتای واقع شده‌است.